# Dünkelhof (Mainleus)
Der Dünkelhof ist eine Einöde des Marktes Mainleus im oberfränkischen Landkreis Kulmbach.

## Geografische Lage
Die Einöde liegt etwa 130 Meter südöstlich von seiner Gemarkung Danndorf und etwa fünf Kilometer vom Markt Mainleus.
Die nächstgelegene Stadt ist Kulmbach, welches etwa zehn Kilometer südöstlich von Dünkelhof aus gesehen liegt.

## Geschichte
Der Dünkelhof wurde erstmals 1820 in Bayreuth im Addresse- und Hand-Buch für den Ober-Main-Kreis/2 erwähnt, da er in einer Ortsaufzähnlung des Obermainkreises 1810 nicht erwähnt wird, ist davon auszugehen, dass der Hof zwischen 1810 und 1820 errichtet wurde. Sicher ist, dass Dünkelhof seit Anfang an zur Gemeinde Danndorf, damals noch Patrimonialgericht Danndorf gehörte, und seit der Gebietsreform in Bayern 1978 zum Markt Mainleus gehört.

## Verkehr
Der Hof ist über eine Gemeindeverbindungsstraße zu erreichen, welche zur Kreisstraße KU12 führt. Es gibt allerdings auch einen Feldweg der aber nur für den Forstbetrieb zugelassen ist.